# Arnulf di Baviera
Arnulf di Baviera (tedesco: Franz Joseph Arnulf Adalbert Maria Prinz von Bayern; Monaco di Baviera, 6 luglio 1852 – Venezia, 12 novembre 1907) era l'ultimo dei quattro figli del principe Luitpoldo di Baviera e di Augusta Ferdinanda d'Asburgo-Toscana; i suoi nonni paterni erano re Ludovico I di Baviera e Teresa di Sassonia-Hildburghausen, mentre i suoi nonni materni Leopoldo II di Toscana e Maria Anna Carolina di Sassonia.

## Biografia
Arnul nacque a Monaco di Baviera il 6 luglio 1852, ultimogenito di Luitpold di Baviera e della consorte, Augusta Ferdinanda d'Asburgo-Lorena; il principe apparteneva alla dinastia bavarese dei Wittelsbach, ma discendeva anche dalle case d'Asburgo-Lorena, Borbone e Wettin. Venne battezzato con i nomi di Francesco Giuseppe Arnolfo Adalberto Maria. Frequentò il liceo umanistico e poi l'università, e poi, come i suoi fratelli maggiori, Ludovico e Leopoldo, Arnulf si arruolò nell'Esercito bavarese e divenne comandante di reggimento, raggiungendo il grado di Generaloberst. Nel 1868 divenne tenente nel 1° reggimento di fanteria “King” dell’esercito. Durante la Guerra franco-prussiana, prese parte alle battaglie di Wörth, Beaumont, Sedan e Orléans, nonché all'assedio di Parigi. Dal 1873 al 1876 Arnulf frequentò l'Accademia militare bavarese, che lo qualificò per lo Stato maggiore. Combatté nelle forze russe nella Guerra russo-turca (1877 - 1878) e fu presente all'assedio di Pleven . Dal 1892 al 1903 comandò il Primo Corpo d'Armata Bavarese . Nel 1886, il padre Luitpold fu nominato principe reggente del regno, quando re Ludovico II e il successore Ottone di Baviera furono proclamati pazzi. Nel 1901, il principe Arnulf di Baviera rappresentò suo padre al funerale della regina Vittoria del Regno Unito .
Il 12 aprile 1882, il principe Arnulf sposò la principessa Teresa del Liechtenstein, figlia del principe Luigi II del Liechtenstein e della contessa Franziska Kinsky von Wchinitz und Tettau. Il matrimonio ebbe luogo al Palazzo Liechtenstein di Vienna, in Austria . La coppia ebbe un figlio:
- Enrico di Baviera (1884 – 1916)

Il principe Arnulf di Baviera morì il 12 novembre 1907 a Venezia, in Italia; venne sepolto nella cripta della Theatinerkirche a Monaco di Baviera. Suo fratello Ludovico, succeduto al padre Luitpold come reggente nel 1912, si proclamò re di Baviera il 5 novembre 1913, divenendo l'ultimo sovrano bavarese.

## Antenati
|                                      |                           |                                         | Genitori                                               |  |  | Nonni |  |  | Bisnonni                           |  |  | Trisnonni                                  |  |
|                                      |                           |                                         |                                                        |  |  |       |  |  | Massimiliano I Giuseppe di Baviera |  |  | Federico Michele di Zweibrücken-Birkenfeld |  |
|                                      |                           |                                         |                                                        |  |  |       |  |  | Massimiliano I Giuseppe di Baviera |  |  | Federico Michele di Zweibrücken-Birkenfeld |  |
|                                      |                           | Maria Francesca del Palatinato-Sulzbach |                                                        |  |  |       |  |  | Massimiliano I Giuseppe di Baviera |  |  |                                            |  |
| Ludovico I di Baviera                |                           |                                         |                                                        |  |  |       |  |  | Massimiliano I Giuseppe di Baviera |  |  |                                            |  |
|                                      |                           | Augusta Guglielmina d'Assia-Darmstadt   | Giorgio Guglielmo d'Assia-Darmstadt                    |  |  |       |  |  |                                    |  |  |                                            |  |
|                                      |                           | Augusta Guglielmina d'Assia-Darmstadt   | Giorgio Guglielmo d'Assia-Darmstadt                    |  |  |       |  |  |                                    |  |  |                                            |  |
|                                      |                           | Augusta Guglielmina d'Assia-Darmstadt   | Maria Luisa Albertina di Leiningen-Dagsburg-Falkenburg |  |  |       |  |  |                                    |  |  |                                            |  |
| Luitpold di Baviera                  |                           | Augusta Guglielmina d'Assia-Darmstadt   |                                                        |  |  |       |  |  |                                    |  |  |                                            |  |
|                                      |                           | Federico di Sassonia-Altenburg          | Ernesto Federico III di Sassonia-Hildburghausen        |  |  |       |  |  |                                    |  |  |                                            |  |
|                                      |                           | Federico di Sassonia-Altenburg          | Ernesto Federico III di Sassonia-Hildburghausen        |  |  |       |  |  |                                    |  |  |                                            |  |
|                                      |                           | Federico di Sassonia-Altenburg          | Ernestina Augusta di Sassonia-Weimar                   |  |  |       |  |  |                                    |  |  |                                            |  |
| Teresa di Sassonia-Hildburghausen    |                           | Federico di Sassonia-Altenburg          |                                                        |  |  |       |  |  |                                    |  |  |                                            |  |
|                                      |                           | Carlotta di Meclemburgo-Strelitz        | Carlo II di Meclemburgo-Strelitz                       |  |  |       |  |  |                                    |  |  |                                            |  |
|                                      |                           | Carlotta di Meclemburgo-Strelitz        | Carlo II di Meclemburgo-Strelitz                       |  |  |       |  |  |                                    |  |  |                                            |  |
|                                      |                           | Carlotta di Meclemburgo-Strelitz        | Federica Carolina Luisa d'Assia-Darmstadt              |  |  |       |  |  |                                    |  |  |                                            |  |
| Arnulf di Baviera                    |                           | Carlotta di Meclemburgo-Strelitz        |                                                        |  |  |       |  |  |                                    |  |  |                                            |  |
|                                      | Ferdinando III di Toscana | Leopoldo II d'Asburgo-Lorena            |                                                        |  |  |       |  |  |                                    |  |  |                                            |  |
|                                      | Ferdinando III di Toscana | Leopoldo II d'Asburgo-Lorena            |                                                        |  |  |       |  |  |                                    |  |  |                                            |  |
|                                      | Ferdinando III di Toscana | Maria Luisa di Borbone-Spagna           |                                                        |  |  |       |  |  |                                    |  |  |                                            |  |
| Leopoldo II di Toscana               | Ferdinando III di Toscana |                                         |                                                        |  |  |       |  |  |                                    |  |  |                                            |  |
|                                      |                           | Luisa Maria Amalia di Borbone-Napoli    | Ferdinando I delle Due Sicilie                         |  |  |       |  |  |                                    |  |  |                                            |  |
|                                      |                           | Luisa Maria Amalia di Borbone-Napoli    | Ferdinando I delle Due Sicilie                         |  |  |       |  |  |                                    |  |  |                                            |  |
|                                      |                           | Luisa Maria Amalia di Borbone-Napoli    | Maria Carolina d'Asburgo-Lorena                        |  |  |       |  |  |                                    |  |  |                                            |  |
| Augusta Ferdinanda d'Asburgo-Toscana |                           | Luisa Maria Amalia di Borbone-Napoli    |                                                        |  |  |       |  |  |                                    |  |  |                                            |  |
|                                      |                           | Massimiliano di Sassonia                | Federico Cristiano di Sassonia                         |  |  |       |  |  |                                    |  |  |                                            |  |
|                                      |                           | Massimiliano di Sassonia                | Federico Cristiano di Sassonia                         |  |  |       |  |  |                                    |  |  |                                            |  |
|                                      |                           | Massimiliano di Sassonia                | Maria Antonia di Baviera                               |  |  |       |  |  |                                    |  |  |                                            |  |
| Maria Anna Carolina di Sassonia      |                           | Massimiliano di Sassonia                |                                                        |  |  |       |  |  |                                    |  |  |                                            |  |
|                                      |                           | Carolina di Borbone-Parma               | Ferdinando I di Parma                                  |  |  |       |  |  |                                    |  |  |                                            |  |
|                                      |                           | Carolina di Borbone-Parma               | Ferdinando I di Parma                                  |  |  |       |  |  |                                    |  |  |                                            |  |
|                                      |                           | Carolina di Borbone-Parma               | Maria Amalia d'Asburgo-Lorena                          |  |  |       |  |  |                                    |  |  |                                            |  |
|                                      |                           | Carolina di Borbone-Parma               |                                                        |  |  |       |  |  |                                    |  |  |                                            |  |